# Atlanticopristis
Atlanticopristis equatorialis
Genre
Espèce
Atlanticopristis (littéralement « scie de l'Atlantique ») est un genre éteint de raies rajiformes ayant vécu durant le Crétacé moyen (Cénomanien) dans ce qui est aujourd'hui la région Nord-Est du Brésil, il y a entre 100,5 et 93,9 millions d'années. Une seule espèce est connue, Atlanticopristis equatorialis, décrite en 2008 à partir de quatorze dents fossiles découvertes dans la formation d'Alcântara, qui furent précédemment référées à l'étroitement apparenté Onchopristis en 2007.
Comme les poissons-scies, il aurait eu un long museau armé d'écailles modifiées en forme de « dents ». Une des particularités anatomiques de cette espèce est que ces « dents » sont barbées de chaque  côté. Atlanticopristis habitait des estuaires d'eau douce à saumâtre près de grandes forêts de conifères et vivait aux côtés de nombreuses espèces de poissons osseux, de poissons cartilagineux et de poissons à nageoires charnues, ainsi que de certains crocodiliens et plusieurs dinosaures. De nombreux taxons présents dans la formation d'Alcântara sont également connus des lits des Kem Kem du Crétacé moyen de l'actuel Maroc, en raison de la connexion passée entre l'Amérique du Sud et l'Afrique du supercontinent Gondwana.

## Description
Au cours de leur évolution, les poissons-scies ont développé de longs museaux armés de rangées de dents des deux côtés, bien que ces épines ne soient pas de véritables dents, mais des écailles modifiées de même nature que les denticules dermiques ou écailles placoïdes qui protègent les poissons cartilagineux. Cette adaptation pourrait être liée à leurs habitudes alimentaires, comme celle de passer au crible le sable ou la boue pour chercher de la nourriture ou celle de tailler une proie. Comme chez les requins-scies existants, ces épines sont attachées au rostre des sclérorhynchidés comme Atlanticopristis à l'aide de ligaments, par rapport aux poissons-scies modernes dont les dents sont attachées via des alvéoles dentaires. Les nervures longitudinales, ou crêtes, de l'émailoïde présent sur les dents des sclérorhynchidés auraient aidé à la fixation de ces ligaments.

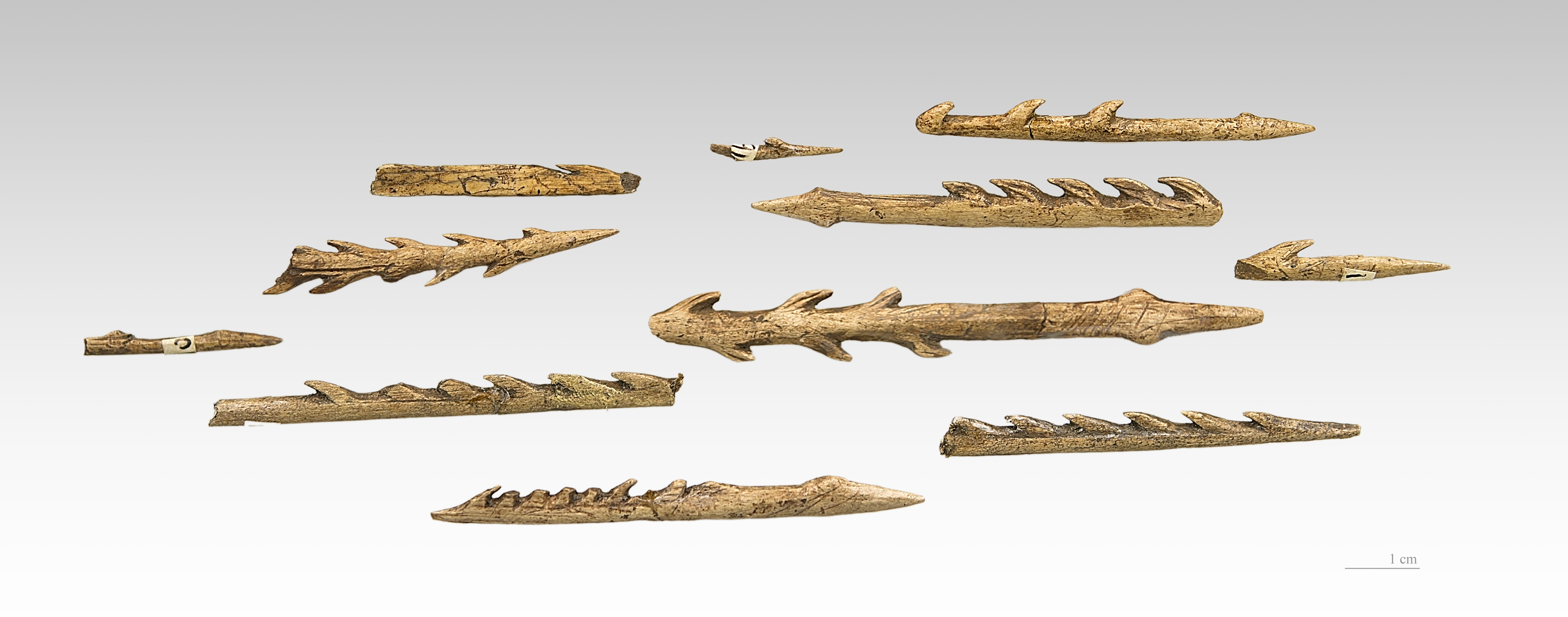
Pointes de harpons magdaléniens, avec barbelures unilatérales (d'un seul côté de la pointe) comme pour les dents du genre Onchopristis ou bilatérales (des deux côtés de la pointe) comme les dents pour le genre Atlantopristis.
Comparaison des dents d'Atlanticopristis (en bleu), avec trois autres espèces de sclérorhynchoïdes et du poisson-scie commun (en gris).

Dans leur description des dents rostrales d'Atlanticopristis, Pereira et Medeiros mentionnent, sur les bords arrière et avant de ces dents, la présence d'un nombre variable d'aspérités qu'ils qualifient de « barbelures », terme utilisé par les archéologues pour décrire les pointes de flèches ou de harpons.
Ces barbelures sont également comprimées latéralement, les deux côtés présentant de fines crêtes d'émail s'étendant vers l'extérieur à partir de la base de la dent, formant un éventail.
Certaines dents ont également des rainures sur toute leur longueur des deux côtés. La base de la dent est élargie et couverte de crêtes irrégulières ; le fond est généralement concave, ayant une forme sous-rectangulaire ou ellipsoïde.
Les dents spécimens varient en taille de 11,5 à 18,8 mm. L'holotype (CPHNAMA-VT 1174) mesure 15 mm de longueur, en incluant la base de la dent. À lui seul, il mesure 6,3 mm de large et 3 mm de long et a une épaisseur de 3 mm. Le nombre de barbelures varie selon les fossiles de deux à quatre barbelures sur le bord  avant et de quatre à cinq à l'arrière. Certains spécimens comme CPHNAMA-VT 1085 ayant des bosses résiduelles qui pourraient être considérées comme des barbelures supplémentaires.

## Classification
Atlanticopristis n. gen. (litt. « nouveau genre Atlanticopristis ») et Atlanticopristis equatorialis n. sp. (litt. « nouvelle espèce Atlanticopristis equatorialis ») sont décrits en 2008 par Agostinha Pereira et Manuel Medeiros.

### Taxonomie
Le nom scientifique complet (avec auteur) du genre est « Atlanticopristis Pereira & Medeiros, 2008 », et celui de l'espèce est « Atlanticopristis equatorialis Pereira & Medeiros, 2008 ».
La hiérarchie taxonomique du genre, telle que donnée par ses auteurs, est la suivante :
- Classe Chondrichthyes, Huxley, 1880
- Sous-classe Elasmobranchii, Bonaparte, 1838
- Super-ordre Pristiorajea, Carvalho, 1996
- Ordre Sclerorhynchiformes, Kriwet, 2004
- Famille Sclerorhynchidae, Cappetta, 1974

### Découverte et nommage

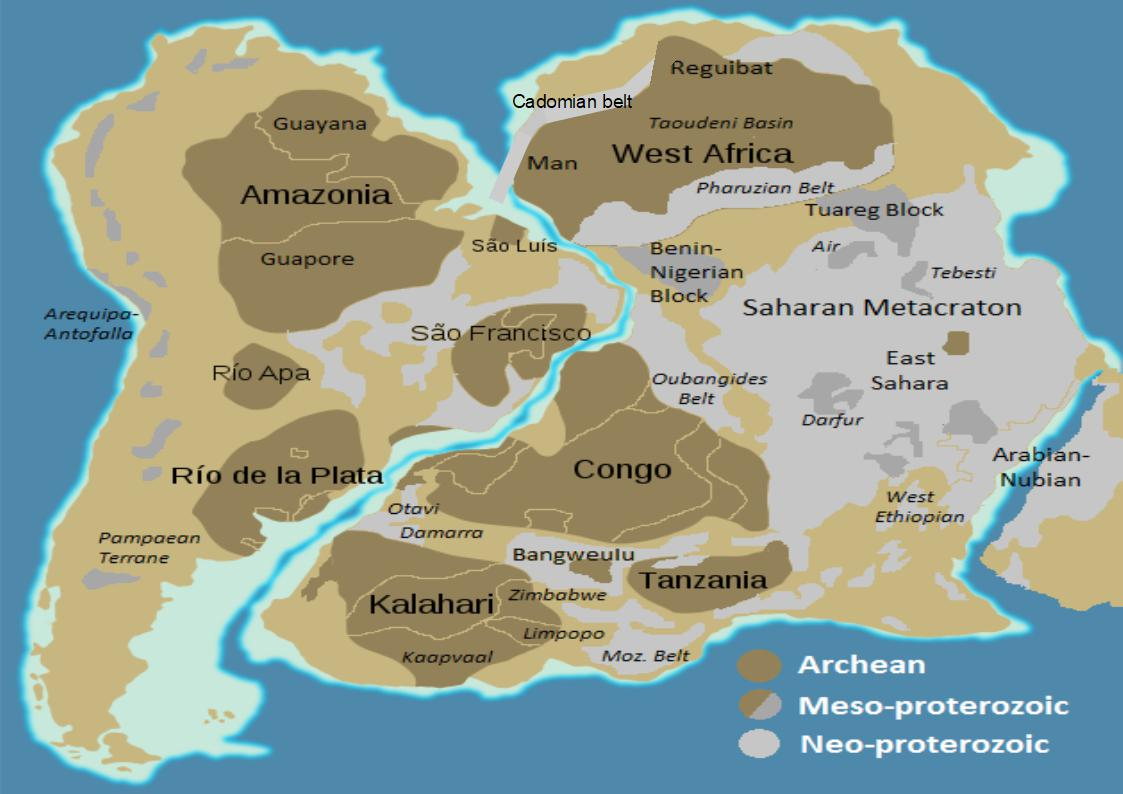
Les cratons sont de vastes portions de territoire à l'écart des zones de formation des montagnes, où affleurent des formations géologiques parfois très anciennes.

Les premiers fossiles d'Atlanticopristis ont été découverts dans l'État de Maranhão au nord-est du Brésil, dans la formation d'Alcântara. Cette formation est composée de sédiments datant du Crétacé. Elle fait partie du craton de São Luís, où les paléontologues ont documenté la séparation de l'Amérique du Sud et de l'Afrique, grâce à une grande quantité et variété de vertébrés continentaux et marins.
Les paléontologues brésiliens Agostinha Pereira (d) et Manuel Medeiros (d) ont décrit le matériel fossile en 2008. Le genre Atlanticopristis contient une espèce connue, Atlanticopristis equatorialis. Le nom du genre fait référence à l'océan Atlantique, dans lequel la plupart des sédiments de la formation d'Alcântara ont été déposés, et πρίστις / pristis étant le mot grec pour scie. L'épithète spécifique equatorialis est choisi en raison de la proximité du site de sa découverte avec l'équateur terrestre.

### Classification révisée

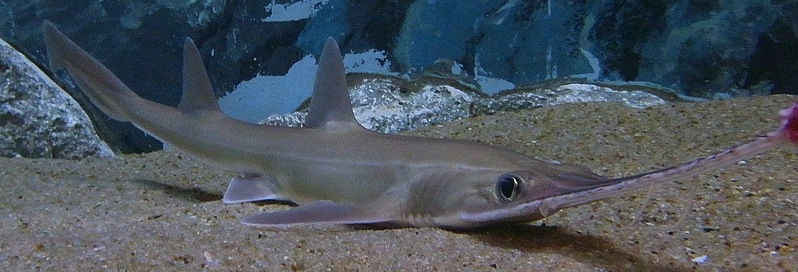
Les pristiophoridés, comme ce Requin-scie japonais, ont une dentition similaire aux sclérorhynchidés du Mésozoïque, mais ne sont pas des proches parents.

Depuis la révision de la nomenclature opérée en 2021,  Atlanticopristis appartient aux Ganopristidae (en), appelés par le passé Sclerorynchidae. Il s'agit d'une famille possiblement monophylétique de chondrichtyens ressemblant à des poissons-scies datant des époques précoces à tardives du Crétacé. Les dents fossilisées d'Atlanticopristis avaient dans un premier temps été attribuées à une espèce indéterminée d'Onchopristis en 2007 par Pereira et Medeiros, sur la base de la forme de la base de la dent, de la présence de multiples barbes et des nervures d'émail. En 2008, les dents sont réattribuées à un nouveau genre en raison de l'absence de forme intermédiaire entre Atlanticopristis et Onchopristis, ainsi que des différences morphologiques qui la distinguent des autres sclérorhynchidés. Pereira et Medeiros déclarent également qu'Atlanticopristis est si étroitement lié à Onchopristis que « toute autre interprétation subjective pourrait les considérer comme des synonymes ». Le nombre de barbes sur les épines d''Atlanticopristis ressemble plus à celui d'Onchopristis dunklei qu'à Onchopristis numidus, car ce dernier n'a généralement pas plus d'une seule barbe, tandis qu'O. dunklei en a toujours plus d'une. Le sclérorhynchidé Borodinopristis, a également des dents présentant de multiples barbelures, mais est trop distinct dans tous les autres aspects pour suggérer une relation étroite.
La formation de plusieurs barbelures des deux côtés des dents est une caractéristique également observée chez un requin-scie australien également éteint Ikamauius (en). Si les Ganospristidae ont tous développé une dentition plus proche de celle des requins-scies que des poissons-scies actuels, ils restent plus étroitement liés à ces derniers dans la classification philogénétique. La similitude de la forme des dents avec d'espèces non apparentées  est un cas d'évolution convergente.
Atlanticopristis et Onchopristis présentent des traits morphologiques similaires à ceux d'une espèce bolivienne de ganospridae nommée Pucapristis branisi (en), comme les nervures d'émail et la formation d'une barbelure sur la marge postérieure, cependant, les pédoncules de leurs dents diffèrent grandement.

## Paléoécologie
Atlanticopristis est originaire de la formation d'Alcântara, qui est datée de l'étage Cénomanien du Crétacé moyen, il y a entre 100,5 et 93,9 millions d'années. Comme la plupart des poissons-scies actuels, il habitait un environnement estuarien d'eau douce à saumâtre. Atlanticopristis provenait probablement des régions marines peu profondes du sud de l'océan Atlantique et pénétrait périodiquement dans les eaux estuariennes. La zone qui est actuellement la localité de Laje do Coringa incluait des estuaires de marée de rivières et de lagunes, auquel existaient à proximité de grandes forêts de conifères, de prêles et de fougères. L'animal aurait partagé son habitat avec des poissons d'eau douce, marins et estuariens comme le sclérorhynchoïde étroitement apparenté Onchopristis numidus, le grand cœlacanthe Mawsonia gigas, des espèces incertaines du genre de raies Myliobatis ainsi que de nombreuses espèces de poissons osseux, de poissons à nageoires rayonnées et de dipneustes. Les invertébrés marins étaient prédominants dans la région, comme en témoignent les nombreux genres de mollusques découverts dans les gisements. Des restes d'Atlanticopristis ont également été trouvés en association avec ceux d'animaux terrestres comme les crocodiliens et les dinosaures, ; parmi ceux-ci figurent deux membres des Spinosauridae, Oxalaia et un spécimen attribué à Spinosaurus. Un spécimen attribué à Carcharodontosaurus est connue des gisements, ainsi que d'autres théropodes de petite à moyenne taille et le mésoeucrocodylien Coringasuchus.

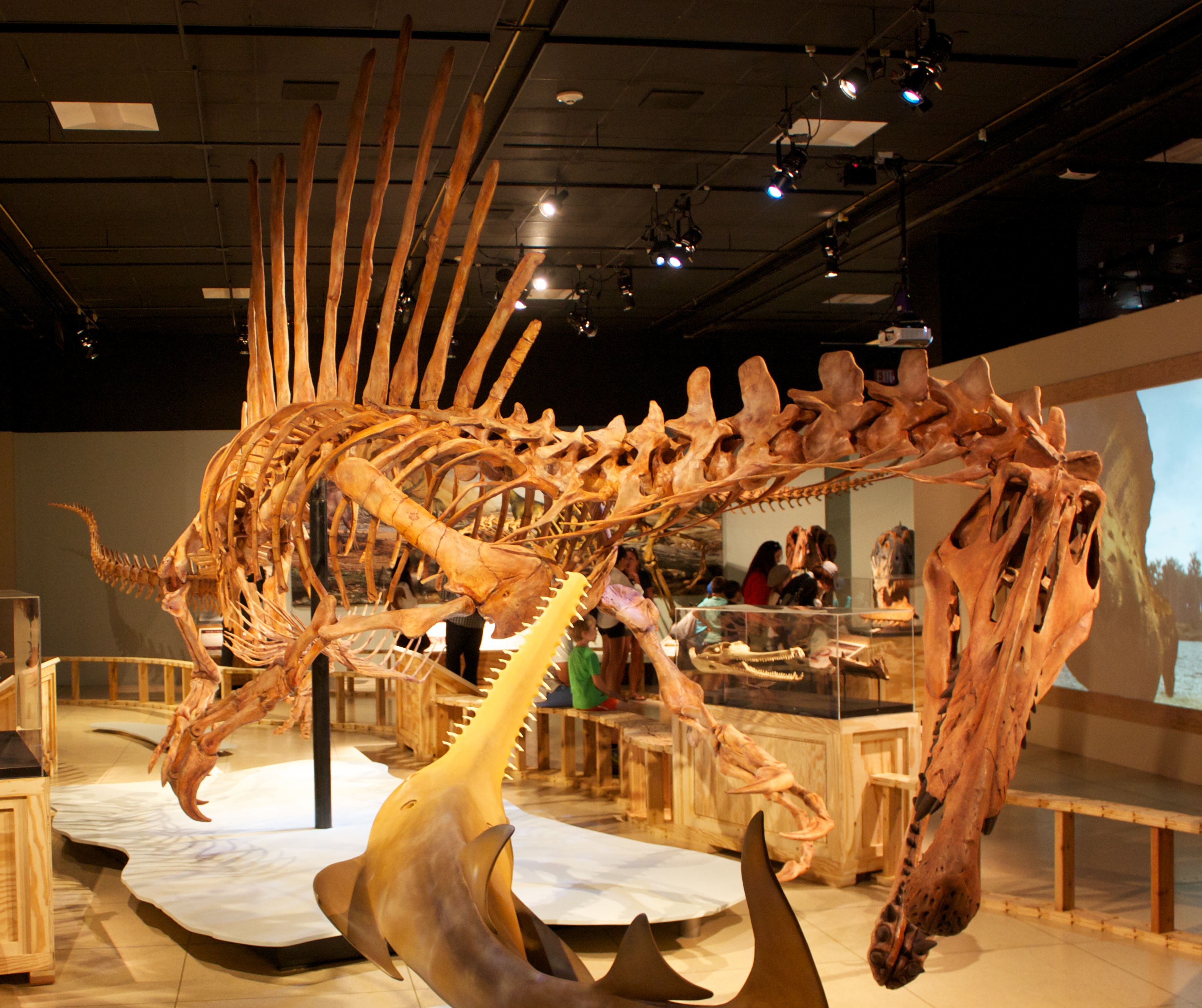
Comme Onchopristis (modèle illustré au premier plan), Atlanticopristis a coexisté avec des spinosauridés.
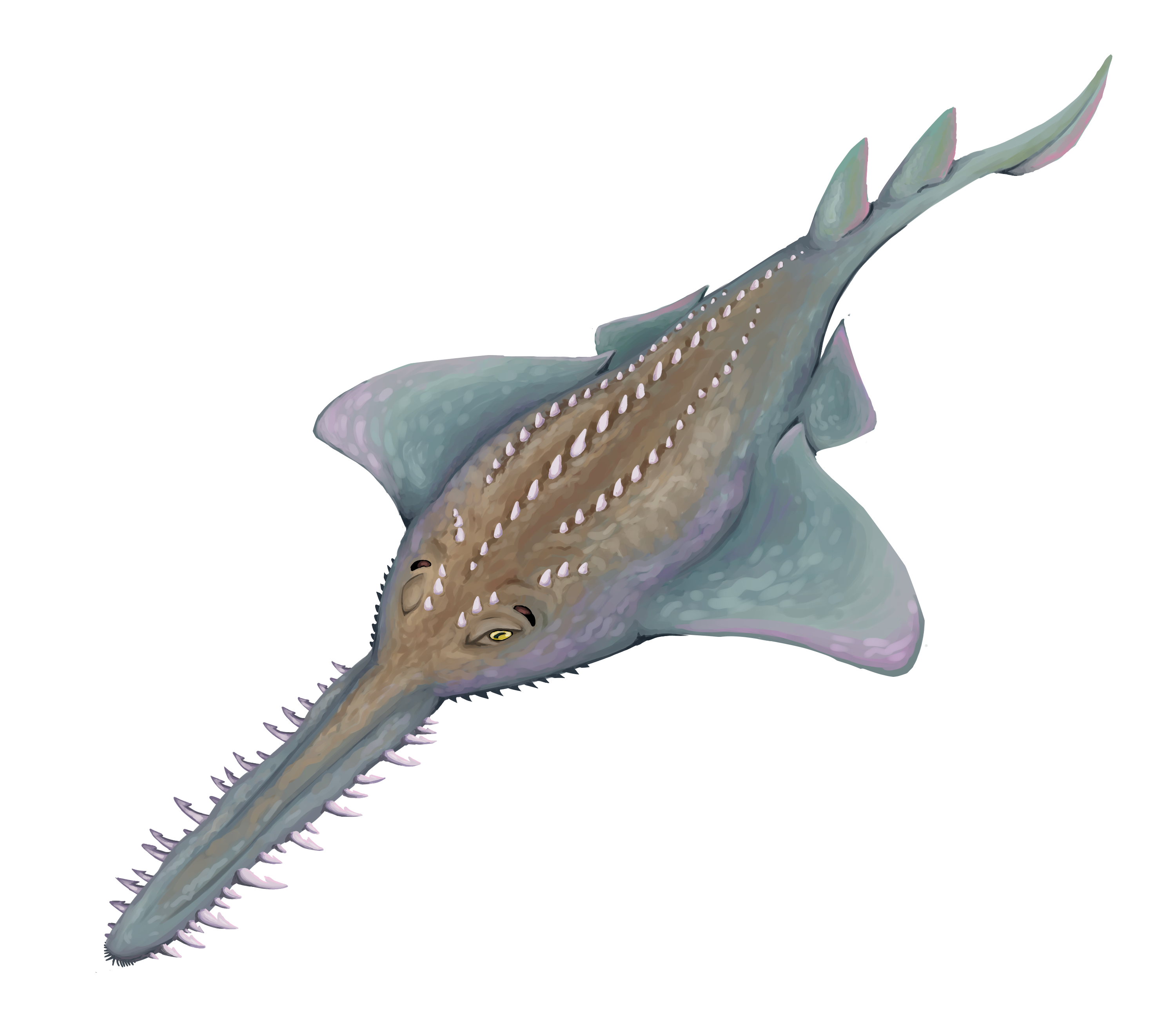
Onchopristis numidus dont les caractéristiques physiques sont semblables à Atlanticopristis
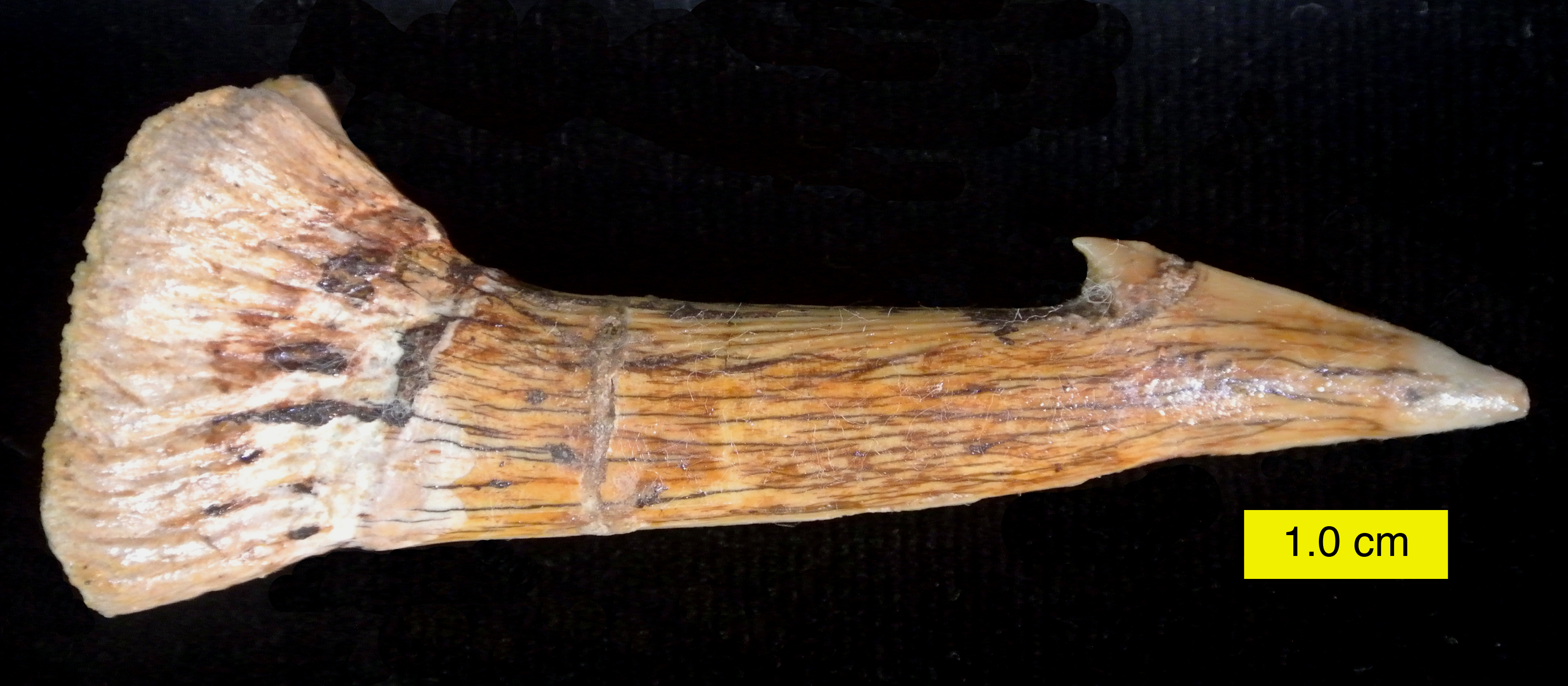
Dent d'Onchopristis numidus, présentant les mêmes nervures d'émail trouvées chez Atlanticopristis et une seule barbelure.

## Inventaire et état de conservation des fossiles
Les fossiles de la formation d'Alcântara sont très divers et abondants, mais souvent fragmentaires,,,. Atlanticopriostis n'échappe pas à cette règle : on ne possède que quatorze dents rostrales de ce poisson, ramenées de l'île de Cajual. En effet, de manière générale, comme les poissons-scies ont un squelette formé de cartilage (et non d'os), ils ne se fossilisent pas facilement, de sorte que la plupart des restes retrouvés sont constitués de leur mâchoire et de leur museau.
Les restes d'Atlanticopristis sont actuellement conservés au centre de recherche en archéologie et d'histoire naturelle du Maranhão (centro de pesquisa de história natural e arqueologia do Maranhão) à São Luís.
La dent holotype (CPHNAMA-VT 1174) est le spécimen le plus complet et le mieux conservé. Plusieurs spécimens ont été attribués à la même espèce comme paratypes : CPHNAMA-VT 1086, une dent unique et le plus grand spécimen ; CPHNAMA-VT 1085, deux dents complètes ; CPHNAMA-VT 1088 et CPHNAMA-VT 1173, deux groupes de quatre dents incomplètes chacun, car il leur manque le bout de la couronne ; et CPHNAMA-VT 1173, deux spécimens partiels qui ont conservé la majeure partie de leur couronne.